# Агентство оборонных разработок
Агентство оборонных разработок (кор. 국방과학연구소) — южнокорейское правительственное агентство по исследованиям и разработкам в области оборонных технологий, финансируемое Управлением оборонных закупок Министерства национальной обороны Республики Корея. Оно было создано в августе 1970 года под лозунгом обеспечения самодостаточной национальной обороны, продвигаемой президентом Пак Чон Хи
Целью агентства является содействие укреплению национальной обороны, совершенствование национального потенциала научных разработок и развитие  оборонной промышленности Республики Корея. Агентство фокусируется на основных системах вооружения и разработке  технологий для их производства, а также изучает основные возможности в инновационных сферах оборонной промышленности, такие как создание беспилотных систем, использование новейших разработок в области вооружения будущего и информационных систем.
Агентство оборонных разработок также ответственно за создание первой южнокорейской баллистической ракеты Nike Hercules Korea-1, также известную как «Белый Медведь» (Polar Bear), разработанную в 1970-х годах и впервые успешно испытавшую ее в 1978 году.
Агентство является оператором первого специализированного военного спутника Южной Кореи ANASIS-II, запущенного 20 июля 2020 года ракетой Falcon 9.

## История
После трехлетней Корейской войны, которая закончилась перемирием, а не соглашением об окончании войны, Южная Корея и Северная Корея находились в состоянии перманентного конфликта во время продолжающейся Холодной войны. После подписания Договора о взаимной обороне в октябре 1953 года Южная Корея прилагала усилия по восстановлению своей экономики, получая при этом военную помощь от Соединенных Штатов. Несмотря на военную помощь из США и из-за рубежа, в июле 1954 года Ли Сын Ман,  первый президент Южной Кореи, издал указ о создании Научно-исследовательского института Министерства национальной обороны для содействия развитию независимой оборонной промышленности, а попытка правительства Южной Кореи производить собственную военную продукцию способствовала локализации военных поставок, таких как военное продовольствие, форма и различные запасные части, наличие которых до этого зависели исключительно от иностранной военной помощи.
После того, как 25 июля 1969 года президентом США была выдвинута доктрина Никсона, около 20 000 американских солдат были выведены из Южной Кореи, что создало атмосферу разрядки между Соединенными Штатами и Советским Союзом. Президент Пак Чон Хи, находившийся у власти с декабря 1963 года, считал, что вывод американских войск из Южной Кореи ослабит военную мощь страны, которая опиралась на военную помощь США, а военные провокации Северной Кореи против Юга, начавшиеся в конце 1960-х годов, еще больше усилились, и, таким образом, правительство Южной Кореи начало ощущать необходимость в самостоятельной национальной оборонной промышленности, которая не опиралась бы на поддержку США. Позже, в августе 1970 года, было создано Агентство по оборонным разработкам, а в ноябре следующего года оно начало свой первый независимый проект по оборонным разработкам под названием «Разработка прототипа базового оружия в чрезвычайных ситуациях».
Однако к началу 1970-х годах в Южной Корее были слабо развиты отрасли промышленности необходимые для разработки и стабильного производства военной техники. В 1973 году правительство Южной Кореи обозначило сталелитейную, машиностроительную, химическую и нефтеперерабатывающую отрасли промышленности, как национальные стратегические отрасли для развития оборонного потенциала государства. Позже, в феврале 1974 года, началась реализация восьмилетнего плана военного строительства и обороны, названного проект Юльгок, который заключался в последовательном укреплении военной мощи Южной Кореи.

## Основные проекты в области вооружений
Программы развития оборонных технологий делятся на фундаментальные исследования и разработки, ключевые технологические научные разработки, гражданско-военное технологическое сотрудничество, разработку программного обеспечения и демонстрацию новых концептуальных технологий. Ниже представлены некоторые разработки в создании которых принимало участие Агентство.

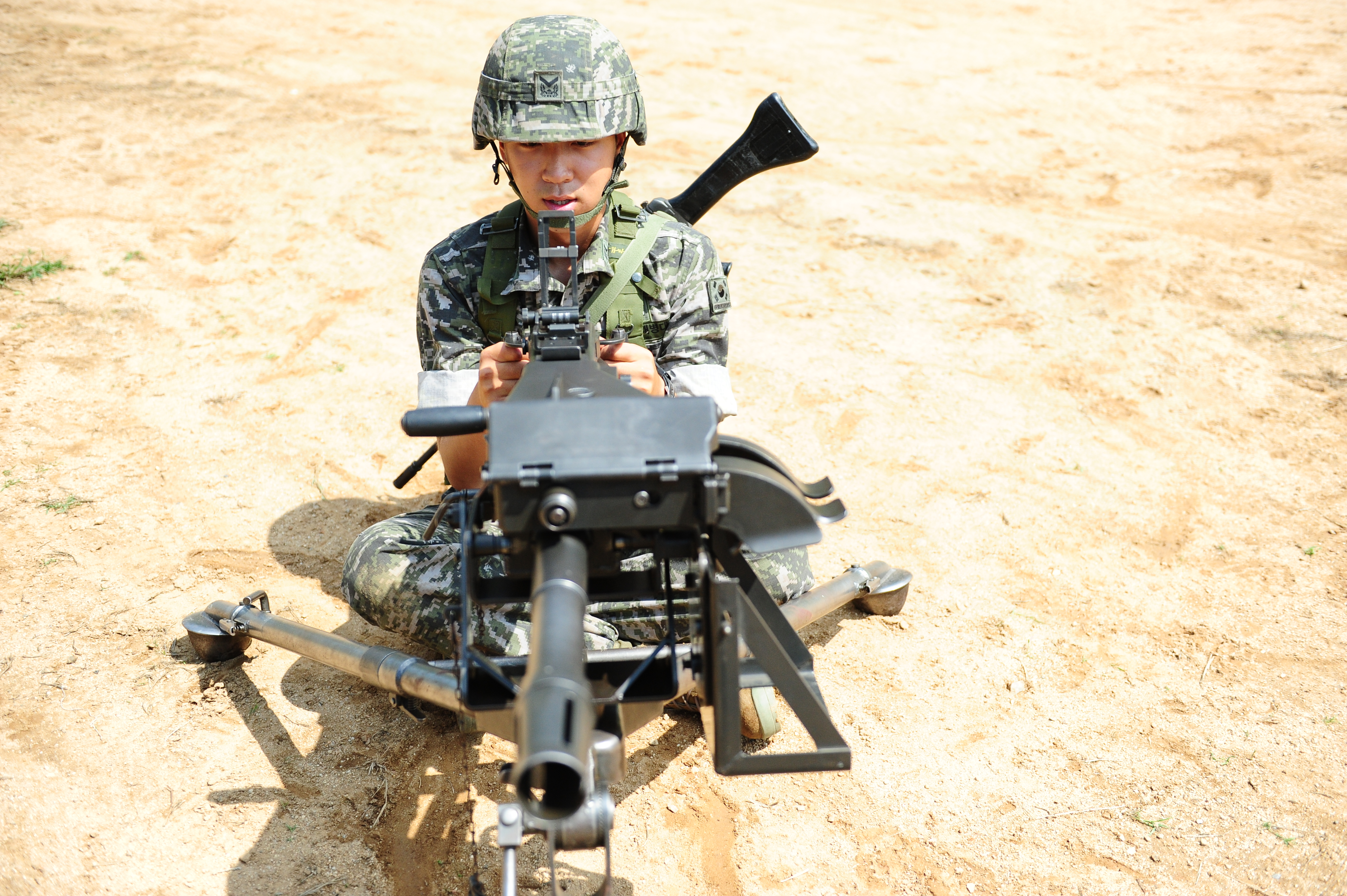
Автоматический станковый гранатомёт Daewoo Precision Industries K4 созданный при участии Агентства оборонных разработок

### Стрелковое оружие и гранатомёты
- Автомат Daewoo K1
- Автомат Daewoo K2
- Лёгкий пулемёт Daewoo K3
- Малошумный пистолет-пулемёт Daewoo K7
- Автоматический гранатомёт Daewoo Precision Industries K4

### Ракетные системы[8]
- 130-мм реактивная система залпового огня K136 Kooryong[англ.]
- 131-600-мм реактивная система залпового огня K239 Chunmoo
- Переносной противотанковый ракетный комплекс третьего поколения AT-1K Raybolt
- Противолодочная ракета вертикального старта K745A1 Red Shark
- Крылатая противокорабельная ракета SSM-700K C-Star[англ.]. А также её более современные модификации SSM-710K и SSM-750K.
- Тактическая ракета земля-земля малой дальности Ure (Ure (missile)[англ.])
- Семейство баллистических и крылатых ракет Hyunmoo[англ.]

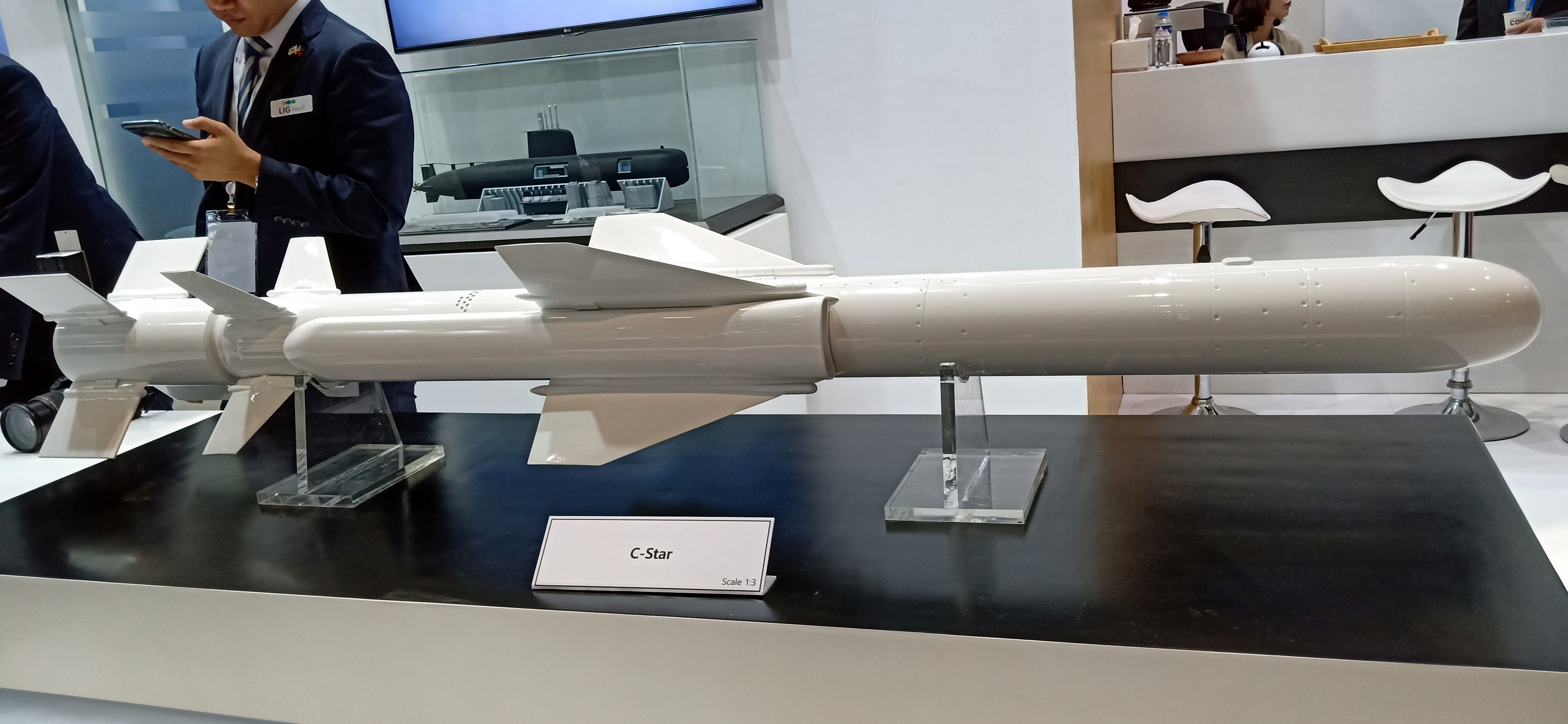
Противокорабельная крылатая ракета SSM-700K C-Star

### Системы ПВО[8]
- Переносной зенитный ракетный комплекс KP-SAM Chiron[англ.]
- Зенитный ракетный комплекс малой дальности K-SAM Pegasus. Корейская версия ЗРК Crotale с электроникой разработки Samsung Electronics
- Зенитный ракетный комплекс средней дальности KM-SAM (Cheongung-I). Разработан  при технической поддержке со стороны российских компаний «Алмаз-Антей» и «Факел», основан на технологии ракеты 9М96, используемой в российских ЗРК С-350Э и С-400[9]. Усовершенствованная версия комплекса называется KM-SAM Block-II (Cheongung-II)
- Корабельный зенитный ракетный комплекс малой дальности K-SAAM[англ.]
- Зенитный ракетный комплекс большой дальности L-SAM[англ.]

### Бронетехника и артиллерия[10]
- 105-мм буксируемая гаубица KH178[англ.]
- 155-мм буксируемая гаубица KH179
- 155-мм самоходная артиллерийская установка K9 Thunder. На ее базе также создана транспортно-заряжающая и ремонтно-эвакуационная бронемашина K10 ammunition resupply vehicle[англ.].
- Основной боевой танк K2 Black Panther
- Боевая машина пехоты K21
- Боевая машина пехоты K200
- 30-мм самоходная зенитная установка K30 Biho[англ.]
- Десантная бронемашина-амфибия KAAV-II

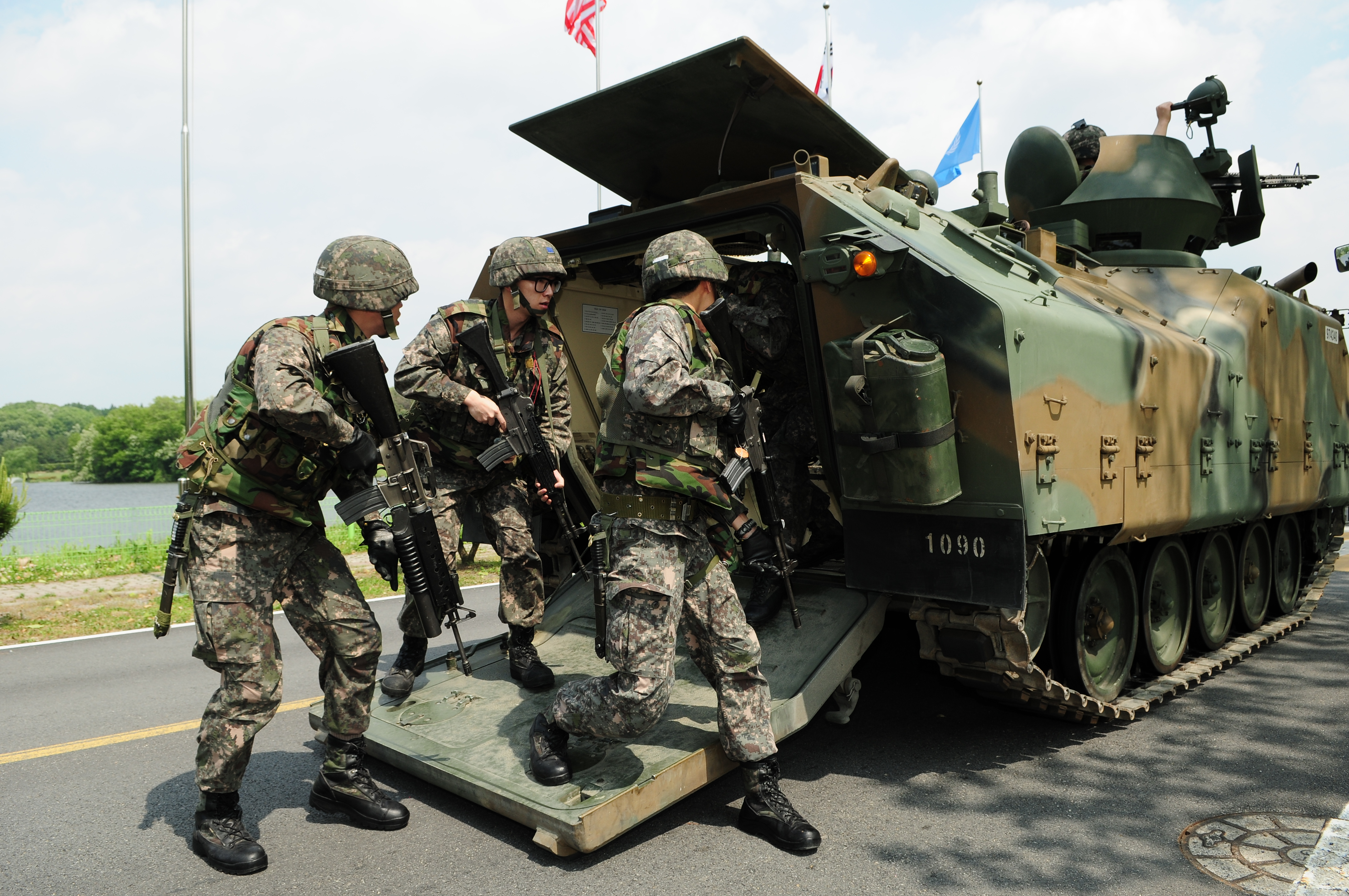
Боевая машина пехоты K200, спроектированная Агентством оборонных разработок

### Морские надводные и подводные системы вооружения[11]
- Корабельная система вертикального пуска ракет KVLS
- Сонар для фрегатов типа «Инчхон»
- Интегрированная сонарная система к перспективным эсминцам серии KDX
- Боевая информационно-управляющая система и сонар к подводным лодки типа «Досан Ан Чханхо»
- Боевая информационно-управляющая система к патрульным катерам типа «Юн Янг Ха» (Yoon Youngha-class patrol vessel[англ.])
- Боевая информационно-управляющая система к фрегатам типа «Ульсан»
- Сверхмалая подводная лодка типа Dolgorae (Dolgorae-class submarine[англ.])
- Сдвоенное 40-мм морское орудие Nobong
- 480-мм тяжелая противолодочная торпеда K731 White Shark[англ.]
- 320-мм лёгкая противолодочная торпед K745 Blue Shark[англ.]

### Пилотируемая авиация и беспилотные летательные аппараты[12]
- Разработка и проектирование перспективного многоцелевого истребителя поколения 4++ KAI KF-X для Военно-воздушных сил Республики Корея и ВВС Индонезии.Начальные эксплуатационные требования к KF-X (Korean Fighter eXperimental), как заявили в Агентстве по оборонному развитию, предусматривали разработку одноместного, двухмоторного реактивного самолёта с использованием стелс-технологий[13].
- Комплект оборудования для многоцелевого вертолёта KAI KUH-1 Surion[англ.]
- Дозвуковой одномоторный турбовинтовой учебно-тренировочный самолёт и лёгкий штурмовик KAI KT-1 Woongbi.

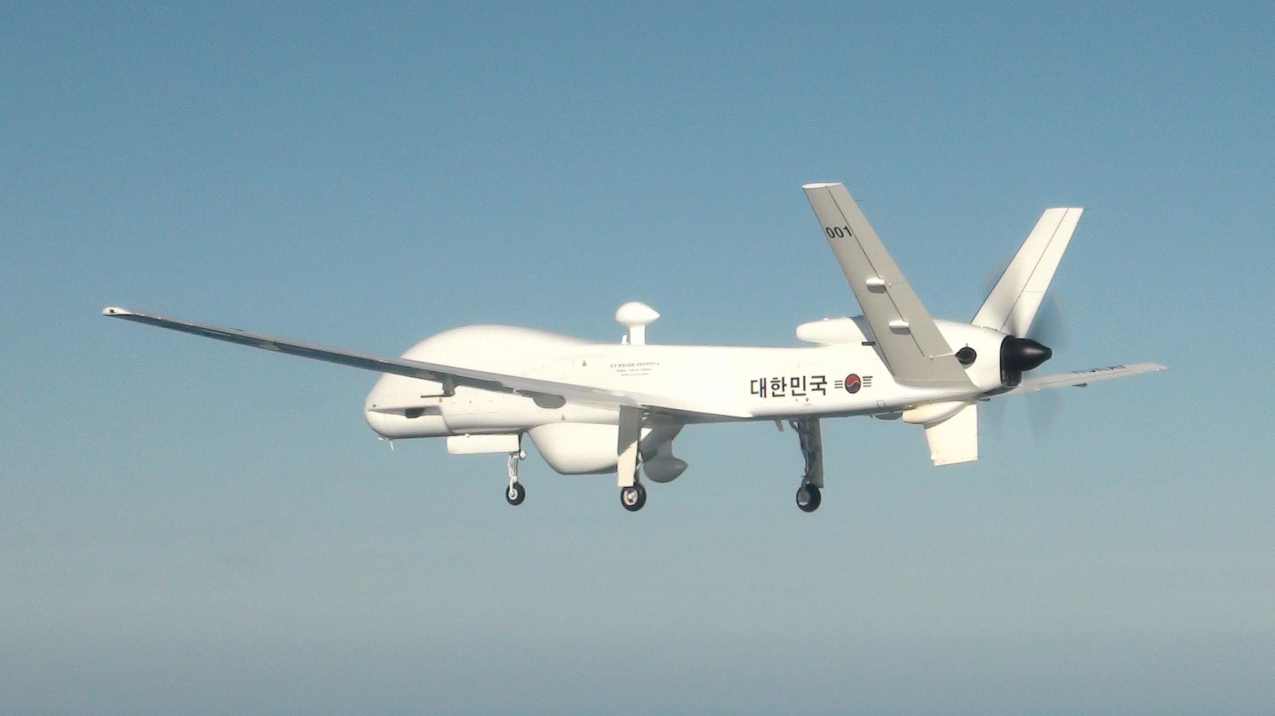
Многоцелевой БПЛА KUS-FS

- Многоцелевой БПЛА KUS-FS[англ.]Аэродинамический комплект KGGB[англ.] для превращения свободнопадающей авиабомбы MK-82 в управляемую с наведением по GPS.
- Разведывательный БПЛА KAI RQ-101 Songgolmae[англ.]
- Многоцелевой БПЛА Korean Air KUS-FS[англ.]
- Разработка и проектирование ударного вертолёта KAI LAH[англ.]

### Системы разведки и наблюдения[14]
- Радиолокационная станция с активной фазированной антенной решеткой для перспективного истребителя KAI KF-X
- Радар с синтезированной апертурой для многоцелевого БПЛА Korean Air KUS-FS[англ.]
- Командирский панорамный прицел для танка K1A1
- Прицел наводчика танка K2 Black Panther
- Инфракрасная система переднего обзора для вертолёта KAI KUH-1 Surion[англ.]